# بنيانا (اول عجل مستنسخ في الشرق الأوسط)
بنيانا: هو أول عجل مستنسخ من نوعه في الشرق الأوسط. والذي ولد في مدينة أصفهان مركز محافظة أصفهان الواقعة وسط جمهورية إيران في مركز بحوث رويان وذلك في 11 تموز/ يوليو 2009م بعد فترة حمل دامت 270 يوماً. وأعلن مدير مختبر أبحاث رويان بمدينة أصفهان الدكتور نصر أصفهاني ان حالة العجل الأول المستنسخ في المختبر مستقرة، ووضعه الصحي جيد في الوقت الحالي. ولفت إلى ان استنساخ العجل أصعب بكثير من سائر حيوانات المزارع كالماعز والضأن، ومن حسن الحظ لم تواجهنا مشكلة خاصة في استنساخ العجل بنيانا. ويخطط العلماء الإيرانيون لإجراء المزيد من أبحاث الوراثة والاستنساخ باستخدام خلايا جذعية. وتسعى جمهورية إيران لأن تصبح مركزاً إقليمياً علمياً في مجالات الطب والفضاء والتكنولوجيا بحلول عام 2025م.

## نبذة مختصرة
ان عملية الاستنساخ يتم فيها إنتاج نسخة مطابقة جينياً من خلية أو نسيج أو كائن حي، ويطلق على النسخة الجديدة مصطلح (مُستنسَخ). وتعتبر النعجة الأسكتلندية (دوللي) أشهر المستنسَخات. ويعوّل العلماء على تقنية الاستنساخ في تطوير أنسجة وأعضاء لعلاج الأنسجة أو الأعضاء المصابة أو التالفة في الجسم البشري. وهناك العديد من دول العالم قامت بعمليات استنساخ ناجحة وأخرى فاشلة. وكان لجمهورية إيران نصيب أيضاً في عمليات استنساخ الحيوانات. ففي عام 2009م نجحت في استنساخ أول عجل في الشرق الأوسط أطلقت عليه اسم (بنيانا). حيث ولد هذا العجل بمدينة أصفهان في الساعة 15:05 حسب توقيت العاصمة الإيرانية طهران (10:35 حسب توقيت غرينتش) من يوم السبت 11 تموز/ يوليو 2009م بعد دورة حمل دامت 270 يوماً، وبهذا توصلت الجمهورية الإسلامية الإيرانية وعن طرق علمائها إلى تقنية استنساخ الماشية. وقد أعلن مدير مختبر رويان الدكتور محمد حسين نصر أصفهاني من حسن الحظ لم تواجهنا مشكلة خاصة في ولادة العجل بنيانا.  وان ثاني عجل مستنسخ في الشرق الأوسط ويحمل اسم (تامينا) سيولد الأسبوع القادم، من خلايا منشأ مشابهة للخلايا المستخدمة في استنساخ العجل الاول (بنيانا). وبالفعل تمت عملية ولادة ثاني عجل مستنسخ في الشرق الأوسط بنجاح

## ردود أفعال
وكالات أنباء عالمية
ذكرت بعض الوكالات الأنباء العالمية أن علماء إيرانيين تمكنوا من استنساخ عجل، في إطار بحوث الخلايا الجذعية، ليسجلوا سبقاً في منطقة الشرق الأوسط. وقال عبد المحسن شاهوردي مدير معهد رويان الإيراني للبحوث لوكالة أسوشيتد برس إن العجل الذي أطلق عليه اسم بنيانا قد ولد صباح السبت في مدينة أصفهان. وتسعى السلطات الإيرانية إلى أن تجعل من البلاد رائداً في المجال العلمي والتقني بحلول عام 2025م. فإلى جانب مشروعها النووي المثير للجدل، أعلنت إيران عن تجارب على صواريخ بعيدة المدى، كما أعلنت عام 2006م عن استنساخ نعجة، وفي أبريل/ نيسان من عام 2009م استنساخ معزة.
وكالة مهر للأنباء
قال الدكتور محمد حسين نصر اصفهاني لمراسل وكالة مهر للأنباء ان الحالة الصحية للعجل المستنسخ الذي اطلق عليه اسم (بنيانا) مستقرة، ولا توجد مشكلة خاصة في هذا الشأن.